# 岡山県立岡山城東高等学校
岡山県立岡山城東高等学校（おかやまけんりつ おかやまじょうとうこうとうがっこう）は、岡山県岡山市中区下にある県立高等学校。通称は「城東（じょうとう）」。

## 概要
1987年（昭和62年）に開校した県立の普通科高校で、2015年現在、岡山県立高校としては最後の新設校となっている。創立当初より国際化社会・情報化社会を念頭に、国際系・音楽系など4つの系の開設と選択科目の多いカリキュラム編成などにより、「新しいタイプの学校」として特色ある学校運営が行われている。
特に英語教育に注力しており、文部科学省からスーパーイングリッシュランゲージハイスクール（SELHi）の指定を事業初年度である2002年度（平成14年度）から3年間にわたって受けた。創立から20年を経過し、「岡山城東21世紀構想」と題した基本構想を掲げ、従来の学年制（ - 20期生）から単位制（21期生 - ）への移行や系から学類への再編が行われた。また、文部科学省からスーパーグローバルハイスクール (SGH) の指定をこちらも事業初年度である2014年度（平成26年度）から5年間受けている。

### 校訓・校風
- 「進取（しんしゅ）」：みずから進んで物事に取り組むこと。
- 「協同（きょうどう）」：複数の人または団体が、力を合わせて物事を行うこと。

校風は「自由で明るい雰囲気」が挙げられる。ただし、岡山城東高校では責任を持つことを含んだ自由を「城東の自由」と呼称して尊重している。生徒の自主性を重んじているため、校内での携帯電話の使用を授業中以外は許可することや頭髪についての規定がないことなど、結果としての自由度が高い。なお、生徒会により「生徒会宣言」としてマナーなどが提示されている。

### 教育の特色
国際化社会への対応として、国際教養学類の設置やスーパーイングリッシュランゲージハイスクール第1期指定を受け、英語教育を重点的に行っている。
岡山城東高校が標榜する「新しいタイプの学校」としての特徴は、以下の3点である。
1. 「全県学区である」
  - 多くの県立普通科高校に学区が設定されているのに対し、学区が岡山県全域となっていることから、県内のさまざまな地域から生徒が集まる。
2. 「学類に分かれる」
  - 各学類に分かれることによって、生徒一人ひとりの進路に適合した授業の受講が可能となる。
3. 「単位制を導入している」
  - 卒業に必要な単位数は80単位。また、3年間の取得可能単位数は100前後である。2007年度入学生から導入された。

くらしき作陽大学との提携で高大連携の授業を展開すると共に、東京工業大学からの遠隔講義を受けられるシステムが確立され、これらに続き一橋大学からも遠隔講義が受けられるシステムが整備されつつある。

#### 学類
岡山城東高校では、2年次、3年次に学類と呼ばれる4つの類型に分かれる。学類コア科目（将来に対する目的意識を育てる科目）を選択し、それにより学類が決定される。
創立より2007年（平成19年）の単位制移行までは「学類」とは呼ばず、「系」と呼称していた。また、岡山県立高等学校の 特別入試 で音楽分野にて合格した生徒については自動的に音楽学類へ進むことになる。4つの学類は以下の通り（カッコ内は旧名称）。
- 人文社会学類（人文系）：一般的な文系のクラス。コア科目は「Global Arts」の「文学探求」「歴史探求」「国際理解」。略称は「人文」。
- 理数学類（理数系）：一般的な理系のクラス。コア科目は「Global Science」。略称は「理数」。
- 国際教養学類（国際系）：国際的な教養を深める文系のクラス。コア科目は「Global Studies」（二年次）「プラクティカル・ライティング」（三年次）。略称は「国際」。2年次生はIntensive Training Camp (ITC英語集中合宿）と呼ばれる、英語だけで一泊二日を過ごす合宿がある。
- 音楽学類（音楽系）：音楽の技能を磨く文系のクラス。コア科目は「音楽理論I・II」「ソルフェージュI・II」。略称は「音類」。くらしき作陽大学との高大連携事業協定により、Sakuyou Joto Partnership Program（通称SJPP）と呼ばれる企画を実施しており[2]、選択者は毎週木曜日に大学へ行き、大学生と授業を受けることができる[3]。

## 沿革

### 年表
- 1985年
  - 4月 - 岡山市下に高等学校を建設することが発表される。
  - 11月 - 全県学区の普通科総合選択型高等学校として開校することが決定される。
  - 12月 - 岡山県議会にて開校予算が決定される。
- 1986年8月 - 校名が「岡山県立岡山城東高等学校」に内定される。
- 1987年
  - 1月 - 県条例により、岡山県立岡山城東高等学校を設置。
  - 2月 - 校舎が完成する。
  - 4月 - 岡山県立岡山城東高等学校が開校される。
- 2007年4月 - 2007年度入学生より従来の学年制から単位制へ移行する。
- 2014年2月 - 初めて特別入学者選抜を実施（音楽学類・国際教養学類）。

## 基礎データ

### 所在地
- 〒岡山県岡山市中区下110番地

### アクセス
- JR山陽本線、赤穂線東岡山駅 徒歩18分
- 宇野バス「宍甘」停留所 徒歩5分

## 学校行事
- 4月 - 入学式・新入生歓迎会・生徒会役員選挙
- 5月 - 新入生研修（校内・校外）・球技大会・生徒総会
- 6月 - リーダー研修会・学類研修・公開授業
- 7月 - 異文化体験研修（海外）カナダ・企業訪問・ジョトスタ（小学生学習支援ボランティア）
- 8月 - 異文化体験研修（国内）Flat in Osaka
- 9月 - 翠緑祭・生徒会役員選挙・オープンスクール・社会貢献活動デー
- 10月 - 生徒総会・先輩に学ぶ会・公開授業
- 11月 - 吉備路ウォーキング・創立記念行事・リーダー研修会
- 12月 - Intensive Training Camp（ITC、英語集中合宿）・定期演奏会（岡山シンフォニーホール）
- 1月 - 百人一首大会
- 2月 - 課題研究発表会・3年次生を送る会
- 3月 - 卒業式・海外修学研修

### 異文化体験研修（旧:海外文化研修）
学校主催の英語や文化学習を目的とした留学で、創立以来2008年までで21回（2003年はテロやSARSの影響で中止）1600名を超える生徒たちが、アメリカ、イギリス、オーストラリア、カナダなどの国々で異文化を学んでいる。宿泊にはホームステイの他に学校の寮も利用して行われている。夏休みを利用した2 - 3週間程度の日程で行われる。
近年は、国内の施設を利用した短期の「FLAT in Osaka」と2週間程度の「カナダコース」の2つのコースが実施されている。

### 翠緑祭
学園祭のことで、例年9月に行われる。文化の部（2日間、一般的にいう文化祭）、体育の部（1日間、一般的にいう体育祭）で構成されている。文化の部の2日目は一般公開される。近年、体育の部については、熱中症対策のため終了時刻を早く設定している。
スクールカラーの緑と豊かな自然をイメージし、未来永劫に豊かさを保つとの願いを込めて「翠緑祭（すいりょくさい）」と命名された。（※第一期生の公募による）運営は、翠緑祭実行委員会（通称：翠実、スイジツ）が行う。特徴として開校当初少なかった男子生徒にスポットを当てるため、翠緑祭体育の部で優秀な成績を収めた男子生徒に与えられる、「Mr.城東」という称号がある。また、テーマやテーマソングの制定や全校制作、ポスター製作、近年では行われていないがブロックパネルの制作など、生徒主体で運営する。特に、全校生徒が参加してつくる「全校制作」は、翠緑祭のシンボルになっている。

## 部活動
野球部は、春夏合わせて過去5回甲子園（選抜高等学校野球大会、全国高等学校野球選手権大会）に出場しており、特に1996年春（第68回）では大会初出場ながら、ベスト4となった。
ESS部はほぼ毎年のように全国大会出場を果たしている。特に2015年の全国大会（HEnDA主催）では全国5位となった。
囲碁将棋同好会（囲碁部門）は、全国高校囲碁選手権大会に6年連続（第29・30・31・32・33・34回）、全国高等学校総合文化祭（囲碁部門）、全国高等学校囲碁選抜大会に多数出場している。
合唱部は、全日本合唱コンクールの全国大会に高等学校部門Bグループ（大編成の部）から7回出場、声楽アンサンブルコンテスト全国大会も複数回出場している。2018年には同部初となる NHK全国学校音楽コンクール 全国コンクール出場を果たし、2019年、2023年、2024年にも出場している。
管弦楽部は過去4回(2015年、2017年、2019年、2023年) 日本学校合奏コンクール 全国大会（グランドコンテスト）に出場している。
運動部
- 野球部
- ソフトボール部
- サッカー部
- バレーボール部
- テニス部
- ソフトテニス部
- ラグビー部
- バスケットボール部
- 卓球部
- バドミントン部
- 陸上競技部
- 剣道部

文化部
- 合唱部
- 管弦楽部
- 吹奏楽部
- 演劇部
- 新聞部
- 美術部
- 放送部
- ESS部
- 生物部
- 茶道部
- 書道部
- ボランティア部
- 物理部
- ダンス部
- 写真部
- 社会問題研究部

その他
- 囲碁将棋同好会
- 漫画研究同好会
- 料理同好会

## 著名な出身者
- 嶋村太一 - 劇団親族代表主宰
- 春風亭昇吉 - 落語家
- 中島有香 - テレビせとうちアナウンサー
- 守口香織 - 元山陽放送アナウンサー
- 野上慎平 - テレビ朝日アナウンサー
- 木村英樹 - テレビせとうちアナウンサー
- 赤木野々花 - NHKアナウンサー
- 藤本貫太郎 - NHKアナウンサー
- 川島基 - ピアニスト
- 木山光 - 作曲家
- 三宅由佳莉 - ソプラノ歌手
- 中桐望 - ピアニスト
- 森野美咲 - ソプラノ歌手
- 田渕夏海 - 作曲家
- 藤井風 - シンガーソングライター[4]
- 塩見智 - 自動車評論家
- 村田真生 - 実業家
- 水川かたまり - お笑い芸人
- 天愛るりあ - 宝塚歌劇団月組娘役

## 著名な教職員・関係者
- 山﨑慶一 - 硬式野球部元監督